# Веслав Бек
Веслав Мар'ян Бек (пол. Wiesław Marian Bek; 2 грудня 1929, Лодзь — 24 серпня 2016, Варшава) — польський журналіст і політик часів ПНР, функціонер ідеологічного апарату ПОРП, у 1980—1985 роках — головний редактор партійного офіціозу «Трибуна Люду». Учасник протистояння ПОРП із незалежною профспілкою Солідарність, діяч «партійного бетону». Згодом посол ПНР у НРБ.

## Ідеологічний функціонер
Закінчив біолого-ґрунтовий факультет Лодзинського університету. З 1949 року працював у газеті «Glos Robotniczy», друкованому органі Лодзінського воєводського комітету урядущої компартії ПОРП. У 1951 році став одним з перших членів Спілки польських журналістів. Набув навичок партійного пропагандиста, у 1954 році вступив до ПОРП.
У 1964 році був призначений секретарем з пропаганди воєводського комітету. Потім переведений у центральний партапарат: у 1968—1970 роках — заступник начальника, у 1970—1972 — начальник пресбюро ЦК ПОРП, у 1972 році — заступник завідувача відділу пропаганди ЦК. З 1973 до 1978 рік був членом керівництва «Робочого видавничого кооперативу „Prasa-Książka-Ruch“» — партійного видавництва ПОРП. У 1978—1980 роках — перший заступник міністра культури та мистецтва ПНР Зигмунта Найдовського. У 1971—1975 роках — кандидат у члени ЦК ПОРП, потім до 1981 року — член Комітету партійного контролю. На ідеологічних постах у 1970-х роках проводив курс Едварда Герека та Єжи Лукашевича, який полягав у «пропаганді позитиву».

## Головний редактор офіціозу
У 1980 році масовий страйковий рух змусив владу укласти Серпневі угоди зі страйкарями та легалізувати незалежну профспілку Солідарність. Відбулися зміни й у кадровому складі партійної номенклатури. Веслав Бек був переведений з міністерства спочатку на посаду завідувача відділу ідеологічної та виховної роботи ЦК, потім призначений головним редактором офіціозу ПОРП газети «Trybuna Ludu» (змінив Юзефа Барецького).
Головна партійна редакція відігравала значну роль в ідеолого-пропагандистському протистоянні з «Солідарністю». Веслав Бек стояв на позиціях «партійного бетону», виступав довіреним функціонером лідера партійних ортодоксів — члена Політбюро та секретаря ЦК ПОРП Стефана Ольшовського. Консерватизм позиції Бека відкидався значною частиною партії. На IX надзвичайному з'їзді ПОРП у липні 1981 року Веслав Бек був забалотований при виборах ЦК, але зберіг посаду головного редактора.
«Трибуна Люду» повністю підтримала воєнний стан, пропагувала політику WRON. Веслав Бек говорив, що порядки військового режиму повинні зберігатися «доти, доки поляки не забудуть слово „Солідарність“». З 1983 року був членом керівництва Товариства польсько-радянської дружби.

## Після відставки
У середині 1980-х генерал Ярузельський усунув з керівних посад найбільш одіозних представників «бетону» (Стефан Ольшовський емігрував до США). У 1985 році Веслав Бек був знятий з посади головного редактора (замінений Єжи Майкою). Переведений на дипломатичну службу, з 1986 до 1989 рік — посол ПНР у НРБ.
Після усунення ПОРП від влади та перетворення ПНР на Третю Річ Посполиту Веслав Бек відійшов від політики. Залишався активним у Спілці журналістів, перебував у Польсько-монгольському товаристві й Асоціації «Польща — Вірменія». Помер у віці 86 років. Похований на варшавському Північному комунальному цвинтарі.